# Alan Eustace
Robert Alan Eustace (Orlando (Florida), 1956 of 1957) is een Amerikaans informaticus. Hij is als vicevoorzitter van Google verantwoordelijk voor de productgroep Knowledge. In oktober 2014 brak hij het wereldrecord voor de hoogste parachutesprong.

## Parachutesprong
Eustace heeft ervaring als piloot en parachutist. In 2011 begon hij in het geheim met de voorbereidingen van zijn recordpoging. In tegenstelling tot Felix Baumgartner, wiens record hij brak, zocht hij pas na afloop van zijn poging de publiciteit op. Hij werkte samen met Paragon Space Development Corporation, een Amerikaans bedrijf dat een ruimtepak ontwikkelt voor gebruik bij particuliere vluchten naar een hoogte van ongeveer 30 kilometer. Paragon vervaardigde voor Eustace onder meer een systeem waarmee hij, gekleed in een drukpak, pure zuurstof kon inademen.
Op 24 oktober 2014 steeg Eustace met een heliumballon op vanaf een landingsbaan in Roswell (New Mexico). Na ruim twee uur maakte hij zich met behulp van een explosief los van de ballon en begon hij zijn sprong vanaf een hoogte van 41,42 kilometer (135.890 voet). Hij behaalde tijdens zijn vrije val, die bijna vierenhalve minuut duurde, een snelheid van ongeveer 1300 kilometer per uur en doorbrak daarmee de geluidsbarrière.